# Corinna corvina
Corinna corvina är en spindelart som beskrevs av Simon 1896. Corinna corvina ingår i släktet Corinna och familjen flinkspindlar.
Artens utbredningsområde är Paraguay. Inga underarter finns listade i Catalogue of Life.